# Супрун Павло Степанович
Павло Степанович Супрун (3 лютого 1937, Попівка Конотопського району Сумської області — 26 грудня 2019, Київ) — український кобзар і піаніст. Заслужений працівник культури України (1998).

## Життєпис
Народився 3 лютого 1937 в селі Попівка на Сумщині. У 1944 році, у віці 7 років, втратив зір, підібравши міну, яка залишилась в районі села після боїв.
Змалку любив співати, тому став активним учасником хору при Будинку культури. Маючи від природи чудові музичні і вокальні дані, він досконало опанував пісенну майстерність. Навчався в Київському інтернаті для сліпих дітей.
З 1955 року працював слюсарем-складальником на навчально-виробничому підприємстві Українського товариства сліпих. Закінчив 1969 року Київську консерваторію (клас Ніни Павленко), 1973 року — студію кобзарського мистецтва при Українському музичному товаристві.

Могила Павла Супруна, Байкове кладовище

З 1990 року, із виходом на пенсію, кобзарство стало основною справою його життя.
У 1996 році був учасником конференції славістів у Пенсільванському університеті, де розглядався феномен кобзарства в Україні. Виступав у Великій Британії. У 1999 році здійснив концертну поїздку до Чикаго, Флориди.
Дружина Павла Супруна, Надія Миколаївна, також жертва Другої світової війни. Як і її чоловік, була у дитинстві поранена і втратила зір, підібравши міну. Також навчалася в спеціальній школі для сліпих.
Мешкав в Києві. Помер на 83-му році життя 26 грудня 2019 року. Похований в колумбарії Байкового кладовища, біля центрального входу (50°24′55.86″ пн. ш. 30°30′18.71″ сх. д. / 50.4155167° пн. ш. 30.5051972° сх. д.).

## Творчість
У фортепіанному репертуарі Супруна — арії з опер, романси, пісні вітчизняних і зарубіжних композиторів. Бандура супроводжувала українські народні думи та пісні. Серед них: «Пісня про Байду», «Невільницький плач», «Дума про смерть козака-бандуриста», «Про трьох братів самарських», «Облога Києва печенігами», жартівливі народні пісні, власні музичні твори на вірші сучасних поетів, романси.

## Нагороди
- Переможець численних конкурсів
- Заслужений працівник культури України (1998)
- Лауреат міжнародного фестивалю «Філантроп» (2002).
- Увійшов до числа 25 видатних діячів культури і мистецтв, які отримували щорічну Київську міську стипендію у 2011 році.[1]